# INNU -イッヌ-
『INNU -イッヌ-』は、原作 大沼隆揮、作画 小丸ひかりによる日本の漫画。『週刊ヤングマガジン』（講談社）で連載中。

## 沿革
2024年8月26日から連載開始。
単行本第1巻が発売された際には、南勝久・金城宗幸からコメントが寄せられた。

## あらすじ
強くて喋ることが出来る犬パグは隅田川の河川敷に捨てられていたが女子高生山雅サリーに拾われて「イッヌ」と名付けられた。しかし彼女は実はヤクザの娘でイッヌとサリーは色々と巻き込まれる。

## 登場人物
イッヌ
主人公。パグの血統種。名前はサリーに名付けられた。隅田川の河川敷に捨てられていたが、サリーに拾われたので一緒に住むことになる。人語を喋られるほか色々と武器を扱うことでサリーの数多くの危機を救っている。アメリカンドッグが好きで口癖は「Shall We Dance?」。
山雅 サリー（やまが サリー）
女子高校生。金髪長髪。暴力団山雅組長の娘で最初引き取るのを自身の環境から断ると誘拐されたのが救われたことでイッヌを連れて行く。ただイッヌに自分の前以外では普通の犬で振るまうように忠告する。組員からお嬢と呼ばれており、いつも高校まで彼らに送り向かいされている。
竹田 哲二（たけだ てつじ）
山雅組の組員。黒髪短髪。イッヌによって植武組No.2紫藤をバックドロップで倒したと仕立てられたことで評価される。バイト面接を受けるサリーに着物姿で臨むよう提案するなど少しずれてるところがある。
吉沢（よしざわ）
普段は男子高校生だが、実はコードネーム鷹の眼の殺し屋で幼いころから仕事をしていた。黒髪短髪。デートでサリーの暗殺を計画するがイッヌに阻止されて川で溺れかけるが助けられたことでイッヌの弟子になって殺し屋業から身を引く。

## 用語
山雅組（やまがくみ）
サリーの父が組長を務める暴力団。
植武組（うぃぶくみ）
山雅組と抗争中の暴力団。サリー親子を誘拐するがイッヌらに阻止される。
カフェテラスShibata
57年続いた食堂しば田を改修して作られたカフェ。パグ（イッヌ）と着物美女（サリー）が売りとなっており、山雅組の面々もたまに集まる。

## 書誌情報
- 原作：大沼隆揮、作画：小丸ひかり『INNU -イッヌ-』講談社〈ヤンマガKCスペシャル〉、既刊4巻（2025年8月6日現在）
  1. 2024年12月6日発売[1][3]、ISBN 978-4-06-537606-5
  2. 2025年3月6日発売[4]、ISBN 978-4-06-538917-1
  3. 2025年6月6日発売[5]、ISBN 978-4-06-539951-4
  4. 2025年8月6日発売[6]、ISBN 978-4-06-540536-9